# Сомалија на Светском првенству у атлетици на отвореном 2011.
Сомалија је учествовала на 13. Светском првенству у атлетици на отвореном 2011. одржаном у Тегу од 27. августа до 4. септембра. Репрезентацију Сомалије представљао је 1 атлетичар, која се такмичио у трци на 5.000 метара. , 
На овом првенству Сомалија није освојила ниједну медаљу. Постигнут је само један лични рекорд.

## Резултати

### Мушкарци
| Атлетичар              | Дисциплина | Лични рекорд | Група       | Група      | Финале               | Финале       | Детаљи |
| Атлетичар              | Дисциплина | Лични рекорд | Резултат    | Место      | Резултат             | Место        | Детаљи |
| ---------------------- | ---------- | ------------ | ----------- | ---------- | -------------------- | ------------ | ------ |
| Абдишакур Нагеје Абдул | 5.000 м    |              | 15:13,64 ЛР | 16 у гр. 1 | Није се квалификовао | 35 / 36 (41) |        |